# Suite de concert per a violí i orquestra
La Suite de concert per a violí i orquestra, op.28, és una obra relativament tardana del compositor rus Serguei Tanéiev.
Escrita entre el 1908 i el 1909, és la seva única composició per a violí solista, i està dedicada (igual que el concert per a violí d'Anton Arenski) al cèlebre violinista Leopold Auer, a qui havia conegut en el passat (van fer una gira de concerts junts durant la dècada de 1870).
L'obra presenta una síntesi de diverses tradicions. Per una banda trobem una idea actualitzada de la suite Barroca, com es mostra al Preludi i la Gavotte; la Tarantella podria estar substituint la Giga barroca. I per un altre costat, el Romanticisme més propi de Schumann es veu reflectit al tercer moviment (Märchen): el fet que Tanéiev faci del seu moviment més substancial un tema amb variacions pot reflectir el model del seu mentor, Txaikovski, a la seva Suite per a orquestra nº3. Les variacions inclouen altres danses, com el vals i la mazurka, confirmant que els fonaments de l'obra es basen en formes de danses tant arcaiques com nacionals.
La suite de concert és també una peça exhibició formidable, dissenyada per lluir la tècnica dels violinistes del més alt nivell.

## Moviments
1.Prelude: Grave
2.Gavotte: Allegro Moderato
3:Märchen (Conte): Andantino
Tema amb variacions
-Tema: Andantino
-Variació I: Allegro Moderato
-Variació II: Allegro energico
-Variació III: Tempo di valse
-Variació IV: Fuga doppia: Allegro molto
-Variació V:Presto scherzando
-Variació VI: Tempo di mazurka: Allegro con fuoco
-Variazione finale e coda: Andante
4.Tarantella: Presto-Più presto
El virtuosisme del violí es fa present des de l'inici del Preludi, amb la seva brillant entrada semblant a una cadència, plena d'escales, arpegis i trinos que esdevenen una mena de fil conductor de l'obra. La Gavotte comença amb aires que recorden al segle xviii (recorda l'esperit de la suite Mozartiana de Txaikovski), però el solista aviat se'n desmarca i torna al llenguatge Romàntic tardà habitual de Tanéiev, al que l'orquestra s'hi afegeix gradualment.
La Märchen (Tale) evoca un sentit narratiu, i a continuació el tema i variacions es presenta com el moviment més extens i complet. L'últim moviment, la Tarantella, és un exemple de l'amor dels compositors russos per la música italiana.